# Marktturm Timelkam

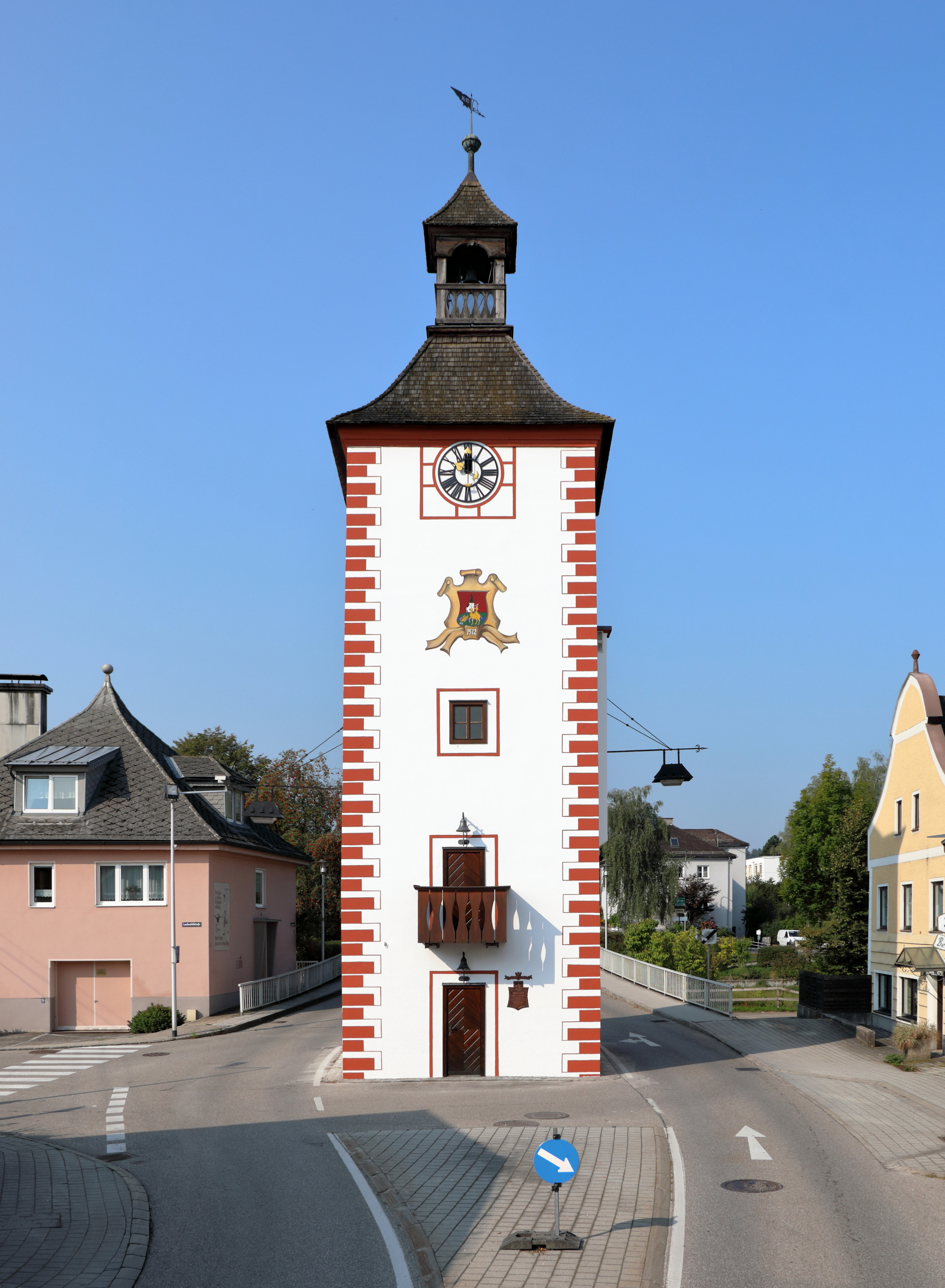
Marktturm zu Timelkam, 2020

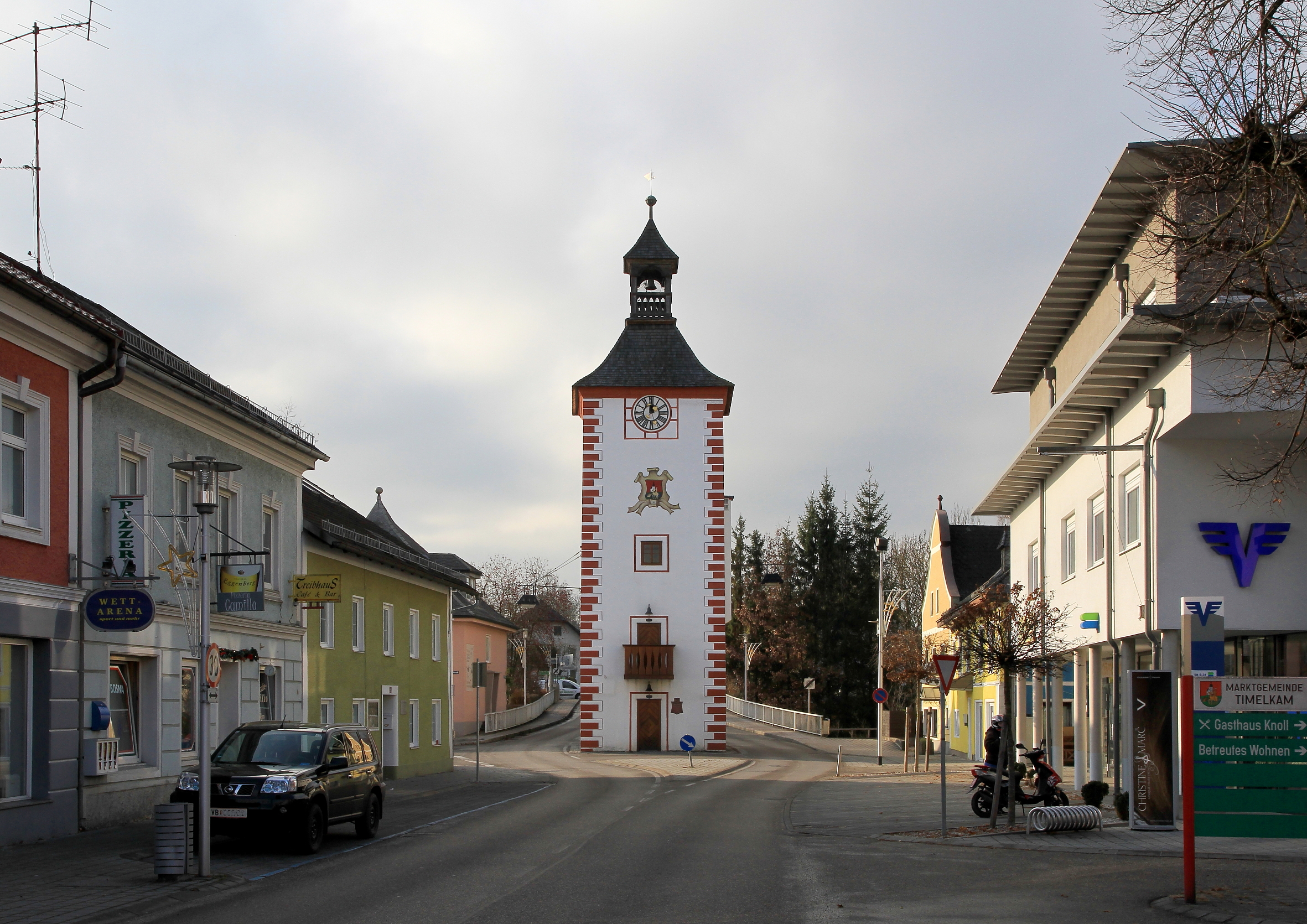
Marktturm zu Timelkam, 2011

Der Marktturm zu Timelkam steht am Westende vom Ortszentrum des Marktes Timelkam im Bezirk Vöcklabruck in Oberösterreich. 
Der fünfgeschoßige Turm mit quadratischem Grundriss ist 23 m hoch. Er hat ein Zeltdach mit einem Türmchen und einer Laterne. An West- und Ostseite befinden sich freskale Zifferblätter einer Turmuhr und Fresken des Marktwappens.
1608/09 wurde der Turm von dem Vöcklabrucker Maurermeister Christoph Kronberger als Versammlungsstätte für den Richter und den Rat von Timelkam errichtet. Hier befand sich auch das Gefängnis. Das Gebäude wurde mit einem Zuschuss des Besitzers der Wartenburg, Friedrich von Polheim, von den Bürgern bezahlt. 
1706 bis 1919 war der Turm als Mautturm in Verwendung. Hier wohnte und amtierte der Mautner.
1930 wurde der kleine halbrunde Anbau an der Nordseite für die Verbreiterung der Ortsdurchfahrt abgebrochen. 
Der Turm ist aufgrund seiner durchgehenden Nutzung gut erhalten. Die letzte Restaurierung erfolgte 1976.